# Болотовский, Илья Юльевич
Илья́ Болото́вский (англ. Ilya (Elias) Bolotowsky; 1 июля 1907, Санкт-Петербург — 22 ноября, 1981, Лонг-Айленд, США) — американский художник-абстракционист российского происхождения.

## Жизнь и творчество
Илья Болотовский родился 1 июля 1907 в Санкт-Петербурге, в ассимилированной еврейской семье. Его отец, выпускник юридического факультета Петербургского университета (1910) Юлий Юрьевич Болотовский (англ. Julius J. Bolotovsky, 1885—1957), до 1917 года занимался адвокатской практикой в Петрограде; мать, Анастасия Абрамовна Шапиро (1879—1972), была художником-оформителем.
После Октябрьской революции жил в Баку, откуда в 1921 году через Грузию вместе с семьёй бежал в Константинополь. Учился в изеуитской школе в Константинополе, в 1923 году приехал в США. Жил в Нью-Йорке, учился в Национальной академии дизайна. В этот период вступил в художественную группу «Десять» (The Ten), в которой также участвовали такие молодые художники, как Луис Шанкер, Адольф Готлиб, Марк Ротко и Джозеф Солман. Члены группы выступали против косности Академии и устраивали выставки «независимого искусства».
В 30-е годы XX столетия художник посвящает своё творчество геометрическому абстракционизму. В 1936 году он становится одним из основателей организации «Американские художники-абстракционисты» (American Abstract Artists), занимавшейся популяризацией абстрактного искусства и оказывавшей помощь художникам. В конце 30-х — начале 40-х годов И. Болотовский подпадает под влияние неопластицизма и творчества Пита Мондриана.
В 60-е годы создаёт полотна, изображения на которых лежат в 3-х измерениях, обычно пересечённых вертикальными и (или) диагональными полосами. В это же время преподаёт изобразительное искусство в университете Лонг-Айленда. Произведения живописи И. Болотовского относятся к направлениям кубизм и геометрический абстракционизм.
Илья Болотовский погиб в 1981 году. Пожилой художник по неосторожности шагнул в пустую шахту лифта с механическими дверями, когда кабина стояла на первом этаже.

## Семья
- Сестра — художница Мирра Юльевна Болотовская (в замужестве Штейнберг, англ. Myrrah Bolotowsky), работала на радиостанции «Голос Америки».
- Жена (1933—1938) — художница-абстракционистка Эсфирь Соломоновна Слободкина (1908—2002).
  - Сын — флейтист Эндрю Болотовский (англ. Andrew Bolotowsky, род. 1949).